# Iordache Golescu (boier)
Gheorghe Golescu, cunoscut și ca  Iordache Golescu (1768 - 1848) a fost un boier, cărturar și om de stat român, fiul marelui ban Radu Golescu și al Zoiței (n. Florescu), soția sa, fiind fratele mai mare a lui Dinicu Golescu. Marele ban Radu Golescu a avut trei fii: Nicolae (i se zicea Nae, dar și Deli-aga), Iordache și Dinicu, precum și o fiică Ana.
S-a născut în anul 1768, după cum rezultă din inscripția de pe piatra de mormânt aflată la biserica din Golești.
Mai puțin cunoscut decât fratele său mai mic, Constantin Golescu, cunoscut mai ales ca Dinicu Golescu, Iordache a fost unul din cei mai activi cărturari și oameni de stat ai Țării Românești în prima jumătate a secolului al XIX-lea. A fost unul dintre întemeietorii mișcării culturale de la începutul secolului al XIX-lea în Țara Românească, sprijinind activitatea lui Gheorghe Lazăr, ocupându-se cu organizarea școlilor românești.
Datele cunoscute asupra familiei sale sunt următoarele: a fost căsătorit, pentru scurt timp, cu Eufrosina Manu, apoi în anul 1806 a încheiat a doua căsătorie cu Maria Bălăceanu, fiica banului Constantin Bălăceanu. Din a doua căsătorie a avut două fete și patru fii: Elena, căsătorită cu Grigore Bengescu, Caty căsătorită cu Alphonse Vaissier-Descombes în Franța, Dumitru (Dimitrie), n. 25 octombrie 1807, Radu n. 8 martie 1814, Alexandru G. Golescu, (Negru sau Arăpilă), n. 1819, cel mai însemnat dintre toți descendenții, precum și Iorgu Golescu. Acesta din urmă era numit Substitut pe lângă "Procuroria Tribunalului Criminal" din București (v. Buletin Gazetă Oficială, 1844, nr. 37).
Prin grija părinților, învață, întâi, în casa părintească, căci banul Radu Golescu era între boierii cei mai „aprețuitori ai învățăturii”, cum scria Ion Heliade Rădulescu. Ca atare, copiii săi au avut profesori pentru limbile elena, latină, italiana și franceză. Iordache a cunoscut foarte bine limba elenă, latină, italiană. Limbile italiană și latină le-a folosit în uriașul său lexicon, pentru etimologia cuvintelor românești, iar din franceză a făcut traduceri.
În continuare a  urmat  cursurile Academiei grecești din București.
La 1803 a fost mare stolnic, rang boieresc de „starea" a doua, apoi mare logofăt al Țării de Jos (1816) fiind membru în Divanul țării,  membru în Comisia pentru cercetarea învățământului și efor al școlilor (1818-1820), vornic al obștilor, mare vornic și ministru al Dreptății (1831), președinte al Sfatului Consultativ (1838), magistrat în Înaltul Divan (până în 1848).  În viața publică s-a distins prin activitatea de efor al școlilor. Comisia pentru cercetarea situației învățământului, compusă din arhierei și din câțiva boieri, între care și Iordache, a fost însărcinată de domnitorul Ioan Caragea, pentru a întocmi un regulament al școlilor în anul 1817, apoi i-a prezentat cererea de a se înființa o școală românească la Sf. Gheorghe în București. Cu acest prilej, s-a făcut un plan de învățământ, conform căruia ar fi urmat să se studieze aritmetica, geometria și geografia, precum și să se efectueze o practică de măsurători speciale pe teren. Comisia pentru învățământ a propus domnitorului înființarea a 12 școli românești, în reședințele de județ și în toate orașele din întreaga Eparhie a Mitropoliei. Cererea comisiei a fost aprobată de domnitor, care a dat dispoziții să se găsească profesorii necesari acestor școli. În acest context a fost înființată, în anul 1818, Școala românească de la Sf. Sava. Este meritul lui Iordache Giolescu de a-l fi descoperit și chemat pe Gheorghe Lazăr să predea la această școală. Pe elevii care s-au distins la învățătură, la Sf. Sava, cum au fost Eufrosin Poteca, Ion Pandele, Costache Moroiu, Simion Marcovici, eforii școlilor i-au trimis la studii în străinătate ca bursieri ai statului, spre a deveni profesori eminenți ai generațiilor viitoare. El s-a îngrijit și de școala românească din Slatina, înființată de negustorul Ionașcu la sfârșitul secolului al XVIII-lea, ai căror epitropi (=administratori, efori) fuseseră marele ban Radu Golescu (tatăl lui Iordache) și Gheorghe Filipescu.
După izbucnirea revoluției condusă de Tudor Vladimirescu, Iordache Golescu a intrat în legătură cu poetul grec Rigas Constantin, care plănuia o confederație a statelor creștine din Balcani, împotriva Turciei. Boierii voiau să înlăture regimul fanariot și se gândeau să se înțeleagă cu Tudor Vladimirescu, însă încercarea lor a eșuat. Prinși între înaintarea eteriștilor și cea a lui Tudor Vladimirescu, boierii s-au refugiat la Brașov. Iordache Golescu s-a furișat la Golești și de acolo pe la Rucăr spre Brașov, împreună cu familia sa și a fratelui său Dinicu Golescu. Evenimentele au fost relatate de Iordache Golescu în Prescurtă însemnare de turburarea Țării Românești , ce s-a întîmplat la leat 1821, mart, după moartea lui Aleco-Vodă Suțu.
În 1822, la Brașov, a pus bazele unei societăți secrete, politice și literare, „Societatea pentru progres”, împreună cu Dinicu Golescu și Ion Heliade Rădulescu.
Iordache Golescu s-a întors în țară după numirea noului domnitor Grigore  Dimitrie Ghica  (1822), care a fost coleg la eforia școlilor cu Iordache. Gheorghe Lazăr se străduia să redeschidă școala de la Sf. Sava. Printr-un pitac (= ordin, decret) din 12 noiembrie 1822, Grigore Dimitrie Ghica alcătuiește noua eforie a școlilor, compusă din vornicii Constantin Bălăceanu și Iordache Golescu, episcopul Gherasim al Buzăului, logofătul Nestor și marele postelnic în funcție (N. Bănescu, op.cit. pp. 26-28).
În anul 1826 s-a redeschis școala de la Sf. Sava și s-a  deschis un alt colegiu  de același fel la Craiova. Iordache Golescu a continuat să lucreze ca efor până la instaurarea regimului Regulamentului Organic.
La 10 martie 1831 s-a deschis la București Extraordinara Obștească Adunare de Revizie din Țara Românească, în vederea adoptării Regulamentului organic, sub președinția lui Pavel Kiseleff și vicepreședinția consulului rus Minciaky. Iordache Golescu era atunci membru al Divanului Judecătoresc, alături de C. Bălăceanu, Mihail Ghica, Barbu Văcărescu, Mihai Racoviță, Filip Lenș ș. a. În prima ședință, Iordache Golescu, mare logofăt, a prezentat Raport către Obșteasca Adunare, din partea generalului Kiseleff, menit a deschide lucrările.
Perioada regulamentară s-a remarcat prin unele înfăptuiri în domeniul organizării administrației de stat, cu consecințe pozitive.
Iordache Golescu s-a pus cu râvnă în slujba administrației de stat.  Astfel, la 1 mai 1831 a fost numit de către Pavel Kiseleff mare logofăt  al Dreptății (ministru de justiție). A fost alcătuit Sfatul administrativ extraordinar al Țării Românești, în fapt un consiliu de miniștri, sub președinția banului Grigore Brâncoveanu, din care au mai făcut parte, în afară de Iordache Golescu, Ștefan Bălăceanu la „pricinile bisericești”, Al. Ghica, spătar, Barbu Știrbey, secretar de stat, Al. Vilara la Finanțe.
Iordache Golescu, deși , înaintat în vârstă, a ocupat, până la moartea sa, survenită în august 1848, unele dintre cele mai importante funcții în Țara Românească. La 24 iunie 1838 a fost numit președinte al „Sfatului Consultativ” (înființat în 1836), echivalent cu o curte superioară de justiție. În 1844 a fost numit membru al secției a II-a a înaltului Divan. La 1 aprilie 1847 este numit membru al Înaltei Curți, prezidată de Th. Văcărescu, funcție pe care a deținut-o până în august 1848, când a murit la Orșova, în drum spre Băile Herculane. Acolo a și fost înmormântat, apoi adus în 1860 și reînhumat alături de soția sa în biserica din Golești. Casa lui Iordache Golescu se afla lângă biserica Sf. Nicolae Tabacu, vizavi de locul unde s-a construit clădirea Academiei Române, astăzi fiind loc viran (Anastasie Iordache, op. cit., ref. 2, p. 92). 
În 1839 a fost Venerabilul unei loji masonice bucureștene.

## Opera
- Autor al unei Gramatici românești, intitulată Băgări de sémă asupra canónelor grămăticești, 253 p., publicată în anul 1840, în tipografia lui I. Heliade Rădulescu, al unor dicționare, tablouri dramatice și pamflete. Au rămas în manuscris un Dicționar româno-grec (ms. 851) și un Dicționar greco-român în 9 volume (mss 852-860 din Biblioteca Academiei Române). În Gramatica sa, Iordache Golescu a fost continuatorul părerilor gramaticale ale lui Enăchiță Văcărescu, de la care împrumută și terminologia italiană gramaticală[5]. La fel ca și Văcărescu, a acordat mare atenție regulilor ortoepice. Gramatica lui Iordache Golescu a servit ca o pavăză contra năvălirii latinismului ardelean.
- A alcătuit Harta Geografică, lucrată de Iordache Golescu, cu „îngrijirea și îndreptarea lui Antim A. Gazi Meliotul", și tipărită cu cheltuiala lui Radu Golescu, la Viena, în anul 1800. Cuprinde tabele geografice ale sferei uscatului și apei. Conține și o hartă a Valahiei, reprodusă de N. Bănescu în lucrarea sa (op. cit., ref. 3) după exemplarul din Biblioteca Academiei Române.
- Un manuscris în 854 pagini  (ms. 213), ce cuprinde 16.350 de tipuri de proverbe, culese din folclor: „Pilde, povățuiri i [și] cuvinte adevărate și povești, adunate de dumnealui Dvornicul Iordache Golescul, fiul răposatului Banul Golescul, cuprinzând numeroase proverbe, cugetări, istorioare”. Iuliu A. Zanne a publicat în volumul VIII al lucrării sale Proverbele românilor cele 16.350 de tipuri de proverbe din manuscrisul lui Iordache Golescu.
- Starea Țării Rumânești acum în zilele Măriei sale Ioan Caragea Voevod, pe vremea Asidosiei. E tipărită „cu cheltuiala săracilor din ceia ce le-au rămas", cum scria pe foaia de titlu. [Asidosie= cuvânt grecesc, care înseamnă iertare, nedare de dajdie].
- Comedia ce să numește Barbul Văcărescul, vînzătorul țării, (c. 1828). Comedia este „izvodită" de „Dîrzeanul, ce-i zic și slăbănogul", „care s'a și tipărit cu cheltuiala calemgiilor de vistierie, la venirea Muscalilor, când a fugit Măria sa Grigorie Vodă Ghica din Scaun.” [calemgiu = funcționar de cancelarie, copist, pisar]. Reeditare în volumul Primii noștri dramaturgi, ediție îngrijită și glosar de Al. Niculescu, studiu introductiv de Fl. Tornea, București, 1960.
- Starea Țării Rumânești pe vremea pământenilor.
- Mavrodiniada sau Divanul nevinovat și defăimat sau copii sărmani vîrstnici și năpăstuiți, (c. 1845).
- Tarafurile cele ce așează domnia, în Columna lui Traian, nr. 7, 1872
- A scris (fără să fie tipărit) un Dicționar al limbii românești intitulat „Condica limbii românești, alcătuită de dumnealui, Iordache Golescul Vel Dvornic al Prințipatului Valahiei, în zilele prea Înnălțatului nostru Domn Alexandru Dimitrie Ghica Voevod.” Cuprinde șapte volume, alcătuind manuscrisele mss. 844-850, aflate la Biblioteca Academiei Române.

Iordache Golescu a încercat să traducă Iliada lui Homer, însă a reușit să traducă numai o treime din Cântul I, 200 de versuri.  A tradus și din Montesquieu (Le temple de Gnide, Céphise et l'Amour, precum și Lettres persanes, traduse în l. greacă), Bernardin de Saint-Pierre (Paul et Virginie). Din limba greacă a tradus în românește „Engolpion de aur” cu titlul „Icoana lui Chevit” [trad. incompletă].